# Умар (телесериал)
«Ума́р» или «Умар ибн аль-Хатта́б» (араб. عمر‎) — катарский религиозно-исторический телесериал об истории жизни второго исламского праведного халифа Умара ибн аль-Хаттаба, режиссёра Хатема Али. Произведен и транслирован в MBC1 в 2012 году. Является одним из самых известнейших арабских и Исламских сериалов.

## Сюжет
Сериал основан на жизни второго исламского халифа Умара ибн аль-Хаттаба. В сериале показана его жизнь, начиная с восемнадцатилетнего возраста в 604 году (за 6 лет до начала пророческой миссии Мухаммада) и до мгновения смерти Умара в 644 году. Также показаны и остальные три из четырёх «праведных халифов» первого исламского халифата: Абу-Бакр, Усман и Али, но, согласно исламскому запрету, не показан пророк Мухаммад.

## В ролях
- Самер Исмаил — Умар ибн аль-Хаттаб/ Хосров / Кьаъкьаъ Бин Амр Ат-Тамими
- Гассан Массуд — Абу Бакр ас-Сиддик
- Мехьяр Хаддур — Халид ибн аль-Валид
- Май Скаф — Хинд бинт Утба
- Бернадетти Худайб — Райхана бинт Зейд
- Касим Мельху — Амр ибн аль-Ас
- Фади Сабих — Сафван ибн Умайя
- Мухаммад Хаддаки — Умайр ибн Вахб
- Надира Имран — Саджах бинт аль-Харис
- Халид аль-Кайш — Айяш ибн Абу Рабиа
- Хишам Бахлюль — Икрима ибн Абу Джахль
- Абдуссалам Бухусейни — Абдуллах ибн Сухайль
- Маджд Федда — Абу Джандаль ибн Сухайль
- Ганем Зрелли — Али ибн Абу Талиб
- Джабер Джохадар — Абдуллах ибн Масуд
- Газван ас-Сафади — Аль-Валид ибн аль-Валид
- Махмуд Наср — Зайд ибн аль-Хаттаб
- Амер Али — Йездегерд III
- Фейсал аль-Умайри — Билал ибн Рабах
- Зияд Твати — Вахши ибн Харб
- Баха Сарват — Абу Хузайфа ибн Утба
- Альфат Умар — Атика бинт Зайд
- Рафи Вахби — Джафар ибн Абу Талиб
- Ала Рашид — Аммар ибн Ясир
- Сехам Асиф — Лайла бинт аль-Минхаль
- Самер Мазид — Усман ибн Аффан
- Шамам Мухаммад — Аббас ибн Абд аль-Мутталиб
- Фатхи аль-Хаддави — Абу Суфьян ибн Харб
- Наджах Сафкуни — Сухайль ибн Амр
- Джавад аш-Шакарджи — Абу Джахль
- Гази Хусейн — Умайя ибн Халаф
- Хасан аль-Джунди — Утба ибн Рабиа
- Абдул-Карим аль-Кавасми — Аль-Валид ибн аль-Мугира
- Ахмад Мансур — Абдуррахман ибн Ауф
- Махмуд Халили — Абу Убайда ибн аль-Джаррах
- Фаиз Абу Дан — Абу Лахаб
- Рияд Вардияни — Ибн Салул
- Насер Вардияни — Аль-Хаттаб ибн Нуфайл
- Муна Уасиф — Аль-Шифа бинт Абдулла